# Square Jean-Thébaud
Pour les articles homonymes, voir Thébaud.
Le square Jean-Thébaud est une voie du 15e arrondissement de Paris, en France.

## Situation et accès
Le square Jean-Thébaud est une voie privée située dans le 15e arrondissement de Paris. Il débute au 2, rue Paul-Chautard et se termine au 6, rue Paul-Chautard.

## Origine du nom

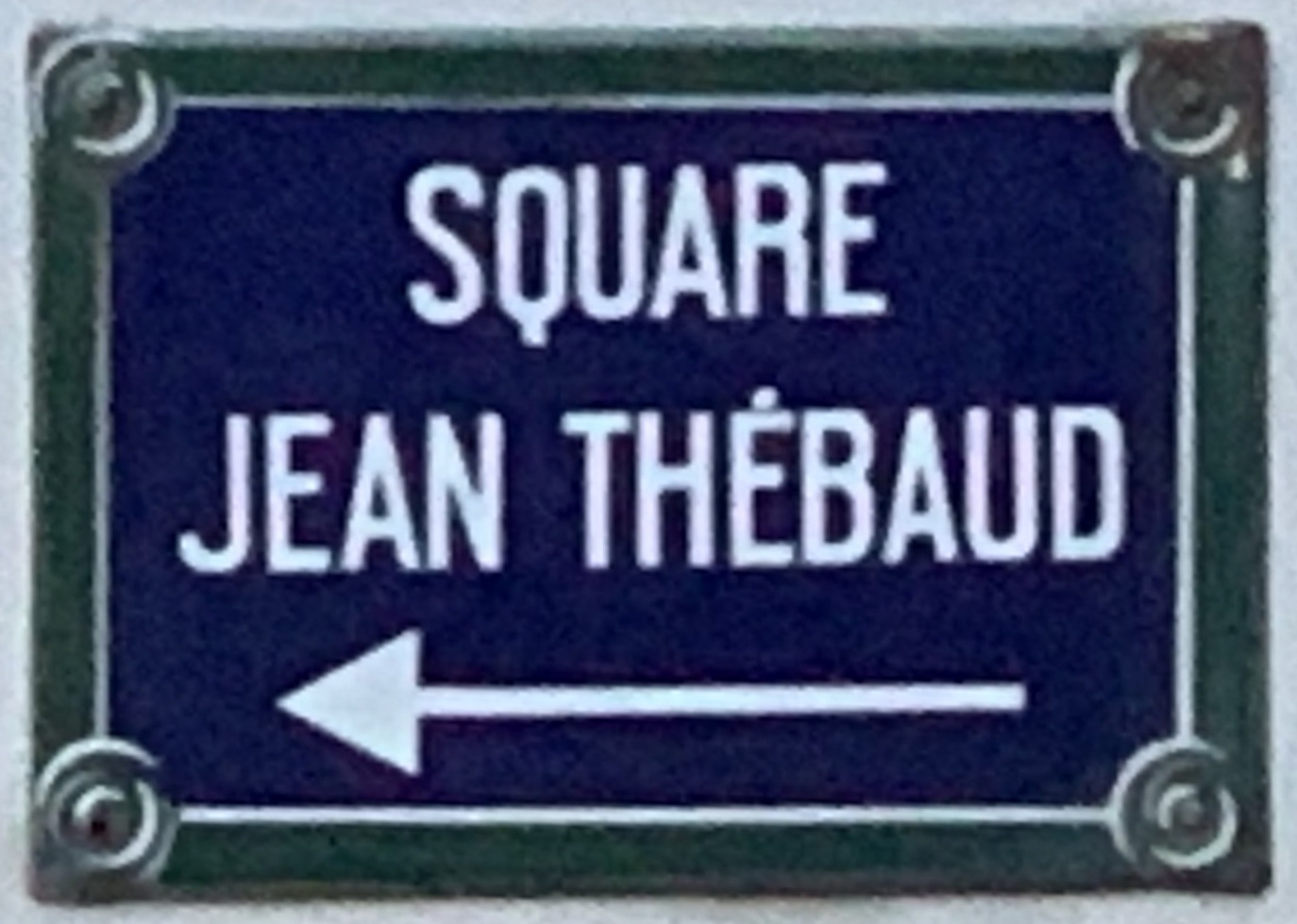
Plaque du square.

Le square est nommé en l'honneur de l’avocat Jean Thébaud (1892-1932).

## Historique
La voie est ouverte par la société La France mutualiste et prend sa dénomination actuelle en 1932.